# Campagnano di Roma
Campagnano di Roma település Olaszországban, Lazio régióban, Róma megyében. Lakosainak száma 10 966 fő (2023. január 1.). Campagnano di Roma Anguillara Sabazia, Formello, Magliano Romano, Mazzano Romano, Nepi, Róma, Sacrofano és Trevignano Romano községekkel határos.

## Népesség
A település népességének változása:
| Lakosok száma | 11 592 | 11 561 | 10 966 |
|               | 2017   | 2018   | 2023   |